# (4374) Tadamori
(4374) Tadamori est un astéroïde de la ceinture principale.

## Description
(4374) Tadamori est un astéroïde de la ceinture principale. Il fut découvert le 31 janvier 1987 à Toyota par Kenzo Suzuki et Takeshi Urata. Il présente une orbite caractérisée par un demi-grand axe de 2,22 UA, une excentricité de 0,17 et une inclinaison de 4,8° par rapport à l'écliptique.

## Compléments